# Maurice de Vlaminck
Maurice de Vlaminck (n. 4 aprilie 1876, Paris, Franța – d. 11 octombrie 1958, Rueil-la-Gadelière, Centre-Val de Loire, Franța) a fost un pictor și publicist francez, unul din reprezentanții principali - alături de Henri Matisse, André Derain și Raoul Dufy - ai fauvismului, mișcare artistică din anii 1904 - 1908, care punea accentul pe intensitatea culorilor în pictură.

## Viață și operă

### Primii ani
Maurice de Vlaminck s-a născut la 4 aprilie 1876 în Paris, într-o familie de muzicieni. Tatăl lui - Edmond Julien de Vlaminck, flamand de origine - era profesor de vioară, mama - Josephine Caroline - profesoară de pian. În 1879, familia se mută în localitatea Vésinet, în apropierea Parisului. În 1882 intră la școala elementară din localitate, dar nu are decât rezultate mediocre, tatăl lui îi dă lecții de vioară, îndeletnicire cu care Maurice - printre altele - își va câștiga mai târziu pentru un timp existența.

### Familie, serviciu militar
În anul 1893, familia Vlaminck se instalează în Chatou. Maurice își cumpără o bicicletă, cu care face numeroase curse de-a lungul Senei și participă la competiții cicliste. În aceeași perioadă începe să picteze împreună cu pictorul Henri Rigal, dar Maurice este mai degrabă un autodidact, nu a frecventat vreun atelier celebru, nu a vizitat muzeele de artă, refuzând să copieze operele maeștrilor pentru a nu-și altera propria sa inspirație, cum avea să afirme mai târziu. În 1896 se căsătorește cu Suzanne Berly, cu care va avea trei fiice. Își întreține familia din micile câștiguri obținute la cursele cicliste, vâslind la regate pe Sena sau participând la competiții pugilistice. În anii 1898 - 1900 își face serviciul militar la un regiment din Bretania.

### de Vlaminck și Derain
Vlaminck începe să se ocupe serios de pictură după ce l-a întâlnit pe André Derain, cu care va împărții un atelier lângă podul Chatou. Întâlnirea lor, cu totul întâmplătoare, în vara anului 1900, va juca un rol determinant în dezvoltarea ambilor artiști, se va vorbi chiar de așa numita Școală din Chatou. Tablourile lor pline de culoare stau sub semnul experimentului pur. Prin culoare ei pun în evidență elementele fundamentale ale motivelor din natură, alăturând tonuri cromatice variate și multiplicând contrastele.
Colaborarea lor este întreruptă de serviciul militar al lui Derain, rămân însă în contact printr-un bogat schimb de scrisori. Vlaminck frecventează cercurile anarhiste și - în anul 1902 - publică primul său roman de nuanță "decadentă", D'un lit dans l'autre, cu evidente pasaje pornografice, ilustrat de Derain.

### Descoperirea picturii lui Vincent van Gogh
Descoperirea picturii lui Van Gogh cu prilejul unei expoziții consacrată acestuia în anul 1901 la galeria Bernheim exercită o influență covârșitoare asupra lui Vlaminck. Își dă seamă cu această ocazie, așa cum va mărturisi mai târziu, că îl iubește pe Van Gogh nu mai mult decât pe oricare alt pictor, ci mai mult decât pe propriul său tată! Influența maestrului olandez este evidentă în Podul din Chatou (1906). Vlaminck folosește aici trei culori fundamentale - roșu, galben, albastru - la care adaugă verdele, care este o culoare complementară între roșu și galben. În timp ce alți fauve-iști combină culorile între ele, Vlaminck le folosește în stare pură. Pictorul preferă contrastele violente între culorile esențiale, pe care adesea le stoarce din tub direct pe pânză.
În acest tablou se pot observa „virgulele” atât de caracteristice lui Van Gogh, în special cu scopul de a sugera norii, cât și tentele plate de culoare, de pildă în redarea șlepurilor-spălătorii. În timp ce Sena ponderează compoziția, norii care plutesc pe cer sunt plini de mișcare. Pictorul redă cu evidență haosul care este produs al naturii însăși.

### Salon des Indépendants
În 1905, Vlaminck se instalează la Rueil-Malmaison, în regiunea pariziană. În același an - la îndemnul lui Henri Matisse - expune pentru prima dată la "Salon des Indépendants", unde va expune cu regularitate până în anul 1912.
Vlaminck face parte - împreună cu Henri Matisse, André Derain, Raoul Dufy - din grupul de pictori care, cu tablourile lor expuse la "Salonul de Toamnă" din 1905, provoacă consternația publicului și a criticii, care le dă calificativul "La cage aux fauves" („cușca cu fiare sălbatice”), expresie care va face carieră, stilul creat de acest grup de artiști intrând în istoria artei sub numele de Fauvism. Galeristul Ambroise Vollard se interesează de pictura sa și, în 1906, îi cumpără cea mai mare parte a tablourilor pentru suma de 1200 de franci. Vollard îi organizează în 1907 prima sa expoziție personală. Vlaminck intră în legătură și cu alt cunoscut galerist, Daniel-Henry Kahnweiler, în felul acesta situația sa financiară se ameliorează, artistul începe să trăiască din veniturile aduse de pictură.
Maurice de Vlaminck rămâne fidel regiunilor din preajma Parisului. Universul lui este Chatou, unde are atelierul, și Rueil, unde locuiește. Aceste localități reprezintă sursele principale de inspirație pentru creația pictorului. Și în Marly-le-Roy, Bougival și în alte orășele situate în vecinătate, Vlaminck pictează peisaje pline de spontaneitate și temperament, în care cu greu vom găsi personaje umane. Chiar și în Culegătorii de cartofi figurile rămân nedeterminate, ele fac parte din peisaj, confundându-se cu ansamblul în care evoluează. Pictând Restaurantul "La Machine" din Bougival, în vârtejul aprins al culorilor, artistul își diversifică gama cromatică obișnuită, dar, cu trăsături rapide, lasă pe pânză locuri neacoperite, lipsite de culoare, care contribuie la expresivitatea tabloului. În Remorcher pe Sena la Chatou forța culorilor este corelată cu precizia generată de formele simplificate ale construcției. Mișcarea nervoasă a urmelor de pensulă conferă compoziției o extraordinară vigoare. Culorile sunt aici pure, țipătoare, ceea ce permite artistului să redea întunecimea cerului înnourat și să sugereze mișcarea valurilor Senei.

### Distanțarea defauvism
Începând cu anul 1908, Vlaminck se distanțează de fauvism și, descoperind operele lui Paul Cézanne, paleta sa de culori devine mai moderată. Contururile sunt mai puțin marcate, desenul este simplificat, trăsăturile de penel sunt mai puțin nervoase, liniile curbe se alternează cu cele drepte, ceea ce conferă compoziției profunzime și armonie. În 1911, călătorește la Londra, pictând peisaje dealungul Tamisei, în anul 1913 pictează din nou împreună cu Derain în Marsilia și Martigues.
În timpul primului război mondial este mobilizat și lucrează la o uzină de armament din Puteaux. La sfârșitul războiului se desparte de Suzanne Berly și se recăsătorește cu Berthe Combes. Evenimentele tragice ale războiului îi radicalizează vederile politice, la limita anarhismului. Scrie din ce în ce mai mult, continuă să picteze, tablourile sale se încadrează într-un stil tradițional, din când în când răzbate însă o explozie de culoare caracteristică lui Vlaminck, influențat în această perioadă de operele expresioniștilor.
În anul 1925, cumpără reședința La Tourillière din Rueil-la-Gadelière, unde va locui până la sfârșitul vieții. În 1941 participă la o călătorie a unui grup de scriitori și artiști francezi în Germania nazistă, ceea ce, după război, îi va atrage o serie de neplăceri.
În 1950, are loc o mare expoziție retrospectivă la galeria Charpentier din Paris cu tema: "Opera lui Vlaminck de la fauvism la zilele noastre" (L'œuvre de Vlaminck du fauvisme à nos jours).
Maurice de Vlaminck moare la 10 octombrie 1958 în Rueil-la-Gadelière.

## Opere scrise (selecție)
- Tournant Dangereux, 1929
- Poliment, 1931
- La Haute-Folie, 1934
- Le ventre ouvert, 1937
- Pour une peinture lisible, vivante, humaine, 1939
- Portrait avant décès, 1943
- Paysages et personnages, 1953
- Le Garde-Fou, 1958